# Magyarország gazdasága az 1920-as években

## Előzmények
Az első világháború előtt az ország gazdasága erősen az Osztrák–Magyar Monarchia kereteihez igazodott, amely 1918 végén hét részre bomlott, és nem volt túl fényes a következő időszak, többek között azért is, mert az új feltételek közé került gazdaság nem élhetett külkereskedelmi forgalom nélkül, saját pénz nélkül, és az önálló vámrendszerre is nagy szükség volt. Továbbá a nyersanyagforrások nagy részét is elvesztette az ország, így a sóbányákból egy sem maradt, az aranylelőhelyekből sem, a réz, az ezüst, a horgany és a mangán bányászata is megszűnt (Nagybánya, Körmöcbánya és Selmecbánya elcsatolásával). Leginkább Budapestre és annak környékére tették le székhelyüket a feldolgozóiparok. Fontos tudni, hogy a malomipar 1920-ban 65 millió mázsa őrlőkapacitással rendelkezett, míg az ország szántóterülete csak 20-28 millió mázsa gabonát biztosíthatott évente. Emellett a vaskohászat (31%-a maradt meg) és a vasérctermelés (11%-a maradt meg) is erősen csökkent. Emiatt az ipar több ágazata is jelentős behozatalra, míg mások kivitelre szorultak. A legnagyobb veszteségeket az erdőállomány tudhatta magának, ezáltal Magyarország faexportőrből faimportőrré vált. A bankjegyek inflációját véve figyelembe, amíg 1919 augusztusában 100 magyar korona 11,6 svájci frankot ért, addigra egy évvel később csak 3,1-et, december környékén pedig 1,4-et. Jelentős mértékben megugrott a munkanélküliség aránya, és az életszínvonal is drasztikusan csökkent.

## A talpra állás
1920 tavaszán a régi bankjegyeket felülbélyegezték és a Magyarország feliratot nyomták a legtöbbre, majd lépésenként következett Teleki és Bethlen kormányának a különböző ötletei és inflációellenes lépései. A bevételeket nem a gazdaság fejlesztésére, hanem inkább a folyó költségvetési kiadások fedezésére fordították. Ezután tovább folytatódott az infláció erősödése, ami azt jelentette, hogy 100 magyar korona 1922-ben már csak 0,47 míg 1923-ban 0,03 svájci frankot ért. Az új pénzügyminiszter Kállay Tibor lett, adóreformot vezetett be, amely célja az adóbevételek növelése volt. Majd a B-listázás következett, amely összességében azt jelentette, hogy Kállay 11 ezerrel csökkentette az állami alkalmazottak számát. Ezek az intézkedések sem hoztak sajnos jelentősebb áttörést. A megoldásnak a külföldi kölcsönt tekintették, amely által létrejöhet egy hosszútávú stabilizáció. Majd a népszövetségi kölcsönre való igényt 1923-ban jelentették be, ami 6-700 millió aranykoronát jelentett volna. A környező államok többsége leginkább ellenünk volt, míg Anglia és Olaszország felől támogatás érkezett, amelynek köszönhetően a népszövetség a kért hitel felére, azaz 307 millióra bólintott rá. Ennek az összegnek a felét Anglia biztosította, a másik 50%-át pedig másik 6 ország (ide tartozott az USA, Olaszország, Svájc), igencsak kedvezőtlen feltételeket szabtak ki a kölcsön mellé, évi 7,5%-os kamattal terhelték meg, ami azt jelentette, hogy a kézhez kapott 250 millió aranykoronáért 20 év alatt több mint 600 milliót kellett visszafizetni. Továbbá az országnak vállalnia kellett 179 milliós háborús jóvátétel fizetését is. 1924-ben a kormány megszüntette a kiadásainak papírpénz-kibocsátással történő fedezését, és átengedte a központi magyar banknak, amely teljesen független volt az államtól. A kölcsön visszafizetésére szánt összegeket zárolt számlákon őrizték a Magyar Nemzeti Bankban.
Jeremiah Smith volt az, akinek a hatásköre arra is kiterjedt, hogy ellenőrizhesse a magyar költségvetéseket, tehát az állam önállósága ezáltal csökkent. Az állami nyugdíjasok száma ebben az időszakban 60%-kal emelkedett leginkább a menekültek beáramlása volt erre hatással. A népszövetségi kölcsön 1/3-át használták fel az egyensúly megtartására, majd a fennmaradó összeget különböző beruházásokra fordították. Majd 1926. június 30-án megszűnt a helyreállítás, ezzel együtt a magyar költségvetés népszövetségi ellenőrzése is. Az új vámrendszert 1925. január 1-jén léptették életbe, amely 40 ezer árucikkre vonatkozott, és vámvédelmet biztosított a gazdaságnak, leginkább az iparnak. Próbálták a fejletlen iparágakat védeni, ide tartozott a textilipar, papíripar, bőripar is. A nehézipar jelentős változáson ment keresztül, visszafejlődött a járműgyártás, majd később a személygépkocsi-gyártás teljesen megszűnt, csak a teherautó-gyártás maradt. A mezőgazdaságot tekintve a földterületek többségét gabonával vetették be, ezáltal a kapásnövények területe nem igazán tudott fejlődni. Majd a nemzetközi piacon egyre inkább az amerikai búzafajták voltak népszerűek a magyarral szemben.

## Az 1927–1928-as mezőgazdasági túltermelési válság
A mezőgazdaság viselte a legnagyobb csapásokat, magas volt a túlkínálat, amely által árcsökkenés következett, bármennyire volt jó az adott termés és minőségét tekintve is kifogástalan, mégis súlyos visszaeséseket kellett elviselni, ha az árakat nézzük. Nagy mértékű eladósodás következett a mezőgazdaságra nézve, mivel az agrárindex az országban volt a legalacsonyabb Európai viszonylatban nézve. Majd 1930-ban bevezetésre került a bolettarendszer, ami annyit jelentett, hogy a termelők a tőzsdei vételár fölött az államtól bolettát kaptak, amelyet leginkább adó fizetésre használtak, de többek között át lehetett váltani készpénzre is. Ez a támogatás mázsánként kezdetben 3 pengőt tett ki. Az ipari népesség arányát nézve az országban az első 5 helyet Újpest, Pesterzsébet, Budafok, Kispest és Rákospalota foglalta el. Azonban Csepel is hasonlóan nagy léptekben fejlődött, az ipari népesség aránya itt már a 80%-ot közelítette. Ha az 1910-es évekkel hasonlítjuk össze akkor látható, hogy Szegeden és Debrecenben is egyaránt a gyáripari keresők 52%-a dolgozott, míg 1930-ban már csak 45%, továbbá a gyáripari munkások száma is csökkent. Ezzel szemben Szolnok és Békéscsaba rohamosan fejlődött, Szolnokon cukorgyár jött létre, Békéscsabán pedig 3 kötszövő üzem változtatta meg az ipar szerkezetét.

## A mezőgazdaság területi sajátosságairól
A népesség többsége a mezőgazdaságból élt. Amíg 1920-ban a lakosság 55,7%-a, addig az 1930-as évek elején már csak 51,8%-a kapcsolódott a mezőgazdasághoz. A termőföld a legfontosabb alapköve a termelésnek, folyamatosan fejlődik a közlekedési infrastruktúra, ezáltal az övezetek szabályossága fokozatosan lassan eltűnik. Leginkább a vasút a nagybirtokok termelési és értékesítési lehetőségeit fejlesztette. Az 1920-as évek előtt, a vasúti teherforgalomból a cukorrépa és a cukornád is a nagybirtok árunövényei 5,8%-kal részesedtek, nem sokkal lemaradva a vas és acéláruk részesedésétől. Majd az 1930-as években a bruttó hozam és a földminőség közötti korreláció már csak 0,12 és 0,55 között volt. De a kataszteri tisztajövedelem és szántóföld mennyisége közötti összefüggés sem volt erős. Tehát a földhasználat tértípusai nemcsak az idő, hanem a fogyasztási szerkezet típusait is jellemzik.